# Judith (Serov)

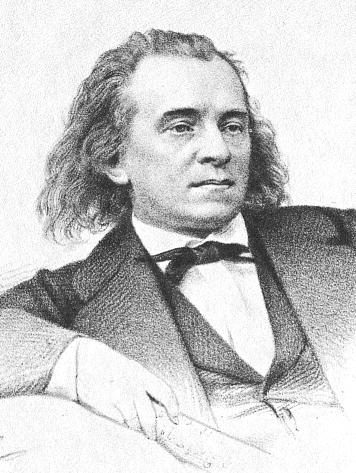
Aleksandr Serov

Judith (ryska: Юдифь, Yudif) är en rysk opera i fem akter med musik av Aleksandr Serov. Librettot bygger på Judits bok, ett tillägg till Gamla testamentet.

## Historia
Serov började sin musikbana på 1850-talet som musikkritiker och kompositör av enklare salongsstycken. Vid denna tid påbörjade han en opera baserad på Nikolaj Gogols novell Majnatten men förstörde verket då hans vän Vladimir Stasov (historiker och senare mentor för den ryska tonsättargruppen De fem) kritiserade den. De två blev med tiden oförsonliga fiender efter att Serov hade skrivit en kritisk artikel om den högt ärade Michail Glinkas opera Ruslan och Ludmila. Serov blev också fiende med Anton Rubinstein och lyckades därmed alienera sig från såväl den västerländskt sinnade falangen som den nationalistiska. 
Serov inspirerades av den italienska pjäsen Giuditta av Paolo Giacometti, som hade framförts i Sankt Petersburg 1860 av ett italienskt teatersällskap. Efter Serovs scenario skrev Ivan Antonovitj Giustiniani ett libretto på italienska, då det var tänkt att operan skulle uppföras an den italienska operatruppen i Sankt Petersburg. Då projektet gick om intet lät Serov översätta librettot till ryska av Konstantin Zvantsov och Dmitrij Lobanov med några verser av Apollon Majkov. Serov komponerade stor del av musiken utan att ha tillgång till den färdiga texten. 
Operan hade premiär den 28 maj 1863 på Mariinskijteatern i Sankt Petersburg och Serov överraskade såväl fiender som vänner, vilka aldrig hade sett prov på sådan musiktalang hos Serov tidigare, med sin genomkomponerade och succéartade opera.
Serov var ingen stor skapade av melodier, men standarden är högre i Judith än i hans senare operor. Det finns några likheter mellan Judiths bön i akt II och Boris död i Modest Musorgskijs opera Boris Godunov. Musorgskij var närvarande vid premiären tillsammans med Stasov och blev uppenbart förskrämd av den senares kritiska inställning till operan. Musorgskijs uppfattning var senare att Judith hade inspirerat honom till operan Salammbô. Balettmusiken i Judith har en lätthet som förebådar Pjotr Tjajkovskij, som för övrigt också var en stor beundrare av operan.

## Personer
- Judith (sopran)
- Avra, hennes slavinna (mezzosopran)
- Ozias, en äldste i Betylua (bas)
- Charmis, en äldste i Betylua (bas)
- Eliachim, överstepräst (bas)
- Achior, ledare för ammoniterna (tenor)
- Holofernes, assyrisk ledare (bas)
- Asfaneses (bas)
- Bagoas, chef för Holofernes harem (tenor)
- Första odalisk (sopran)
- Andra odalisk (mezzosopran)